# Loge Cazotte
Loge Cazotte was de eerste gemengde vrijmetselaarsloge in Nederland. De loge werd opgericht op 10 juni 1905 te Amsterdam als onderdeel van de internationale obediëntie - koepelorganisatie van vrijmetselaarsloges - Le Droit Humain. De oprichting markeerde het begin van de georganiseerde gemengde vrijmetselarij in Nederland, waarin mannen en vrouwen op gelijke voet tot inwijding worden toegelaten.

## Oprichting
Loge Cazotte werd geïnstalleerd door Marie-Georges Martin, Grootmeesteres van de Opperraad van Le Droit Humain en echtgenote van Georges Martin, mede-oprichter van de orde. De loge kreeg internationaal het nummer 13. De oprichting volgde op de inwijding van tien Nederlandse profanen op 18 juni 1904 te Amsterdam, uitgevoerd door een delegatie uit Engeland onder leiding van Annie Besant.
Bij de installatie op 10 juni 1905 waren leden uit België, Engeland en Nederland aanwezig, waaronder zes leden van het Grootoosten der Nederlanden. Eén van hen, vermoedelijk W.H. Denier van der Gon, hield een rede waarin hij zich expliciet uitsprak voor de toelating van vrouwen tot de maçonnieke arbeid. De eerste Voorzittend Meester van de loge was W.B. Fricke, die eerder in Engeland was ingewijd.

## Naamgeving
De loge werd genoemd naar Jacques Cazotte (1719–1792), een Franse schrijver met banden met esoterische en mystieke stromingen. De naam weerspiegelt de symbolische en spirituele oriëntatie van de loge.

## Filosofische en rituele oriëntatie
Vanaf haar ontstaan had Loge Cazotte een uitgesproken theosofisch karakter. De meeste leden waren ook lid van de Theosofische Vereniging. De loge werkte volgens het zogenoemde Engelse rituaal, waarin onder meer de Ledige Zetel in de noorderkolom, rituele zang en wierookgebruik voorkwamen. De Ledige Zetel symboliseerde daarbij de gedachte dat het maçonnieke arbeid deel uitmaakt van een bredere morele orde, en markeerde het Noorden als plek van bezinning en innerlijke toewijding, in overeenstemming met theosofische opvattingen over geestelijke groei en universele ethiek.
In 1911 richtte H.J. van Ginkel, prominent lid van de loge, het tijdschrift De Swastika op. Dit werd in de praktijk het officieuze orgaan van de Nederlandse Federatie van Le Droit Humain. Hoewel gepresenteerd als onafhankelijk, werd het blad sterk geassocieerd met de loge. 

## Verhouding tot het Grootoosten der Nederlanden
De loge werd al vroeg als irregulier beschouwd door het Grootoosten der Nederlanden. In 1911 werd in het officiële Bulletin van het Nederlandsch Groot-Oosten uitgesproken dat Loge Cazotte een 'verboden vereniging' was voor leden van de Orde. De reden hiervoor was onder andere de nauwe verweving van theosofie en vrijmetselarij, die door het Grootoosten als strijdig werd beschouwd met de reguliere maçonnieke beginselen.

## Uittreding en latere geschiedenis
In 1919 verliet Loge Cazotte samen met de Loges Rakoczy (Den Haag) en Graaf van Welldone (Utrecht) Le Droit Humain en richtte het Nederlandsch Verbond van Vrijmetselaren op, welke obediëntie anno 2025 nog steeds bestaat. Loge Cazotte heeft bestaan tot de Tweede Wereldoorlog. Haar erfgoed leeft voort in andere loges met een spiritueel-esoterisch karakter en in de geschiedschrijving over de gemengde vrijmetselarij in Nederland.
Vrijmetselarij · Beginselen · Geschiedenis · Symbolen · Vrijmetselaarsloge · Ordegrondwet · Obediëntie · Regulariteit en irregulariteit · Ritus · Graden · Grootmeester · Gemengde vrijmetselarij · Para-vrijmetselarij · Antivrijmetselarij · Vrijmetselarij in Nederland · Vrijmetselarij in België
>>> Meer info op Portaal:Vrijmetselarij <<<